# Den Sociale Retshjælp
Den Sociale Retshjælp er en landsdækkende non-profit rådgivnings- og interesseorganisation stiftet maj 2007 af Sandy Madar i Aarhus. Den tilbyder gældsrådgivning som et gratis tilbud til socialt udsatte borgere samt kommende, nuværende og tidligere indsatte. Organisationen tilbyder også gratis juridisk rådgivning til alle borgere under indtægtsgrænsen for fri proces. 
Blandt større projekter er: 
- Fængselsrejseholdet som er et samarbejde med flere af landets fængsler og udslusningspensioner til nuværende og tidligere indsatte.[1]
- Rådgivningsteamet, som er et samarbejde med Center for Myndighed, Socialpsykiatri og Udsatte Voksne ved Aarhus Kommune, hvis formål er at hjælpe udsatte borgere i Aarhus.[2]
- Streetmanagers, som foretager opsøgende arbejde blandt kriminelle eller kriminalitetstruede unge [3].

Den Sociale Retshjælp har kontorer i Aarhus og København og beskæftiger 140-160 medarbejdere, hvoraf langt de fleste er frivillige og praktikanter. Organisationen har nogle få lønnede medarbejdere, et repræsentantskab og en bestyrelse. Arbejdet støttes med midler fra Social-, Børne- og Integrationsministeriet og Civilstyrelsen.